# Yuliy Sannikov
Yuliy Sannikov (ukrainisch Юлій Санніков, deutsche Transkription Julij Sannikow; geboren 3. November 1978) ist ein ukrainischer Ökonom und Professor an der Stanford Graduate School of Business.

## Leben
Sannikov absolvierte 1994 die Sewastopoler Schule für Bildende Kunst.
Er erhielt seinen Bachelor of Arts in Mathematik von der Princeton University im Jahr 2000 und promovierte 2004 in Betriebswirtschaftslehre an der Stanford Graduate School of Business bei Robert B. Wilson und Andrzej Skrzypacz. Als Assistant Professor war er von 2004 bis 2008 an der University of California, Berkeley und von 2006 bis 2008 an der New York University. Von 2008 bis 2016 war er Professor an der Princeton University und seit 2016 Professor an der Stanford Graduate School of Business. 2007 war er als außerordentlicher Gastprofessor am Massachusetts Institute of Technology und von 2011 bis 2014 Gastprofessor an der Harvard University.
Bei der Internationalen Mathematik-Olympiade wird er mit drei Goldmedaillen 1994–96 auf der Ehrentafel geführt. Im Jahr 2015 wurde er mit dem Fischer-Black-Preis der American Finance Association ausgezeichnet. Im Folgejahr erhielt er die John Bates Clark Medal der American Economic Association für seine Beiträge zu Spieltheorie, Vertragstheorie, der Gestaltung von Wertpapieren, der Untersuchung von Markt-Mikrostrukturen sowie zur Makroökonomie mit Friktionen. 2017 wurde er zum Fellow der Econometric Society gewählt.

## Publikationen
- mit Markus K. Brunnermeier: The I Theory of Money. In: NBER Working Paper, 22533, 2016, doi:10.3386/w22533.
- mit Markus K. Brunnermeier: International Credit Flows and Pecuniary Externalities. In. American Economic Journal: Macroeconomics 7(1), Januar 2015, S. 297–338, doi:10.1257/mac.20140054.
- mit Markus K. Brunnermeier: A Macroeconomic Model with a Financial Sector. In: The American Economic Review 104(2), Februar 2014, S. 379–421, doi:10.1257/aer.104.2.379.
- mit Dilip Abreu: An Algorithm for Two-Player Repeated Games With Perfect Monitoring. In: Theoretical Economics 9, 2014, S. 313–338, doi:10.3982/TE1302.
- mit Alex Edmans, Xavier Gabaix, Tomas Sadzik: Dynamic CEO Compensation. In: The Journal of Finance 67(5), Oktober 2012, S. 1603–1647, doi:10.1111/j.1540-6261.2012.01768.x.
- mit Eduardo Faingold: Reputation in Continuous-Time Games. In: Econometrica 79(3), Mai 2011, S. 773–876, doi:10.3982/ECTA7377.
- mit Andrzej Skrzypacz: The Role of Information in Repeated Games with Frequent Actions. In: Econometrica 78(3), Mai 2010, S. 847–882, doi:10.3982/ECTA6420.
- A Continuous-Time Version of the Principal–Agent Problem. In: The Review of Economic Studies 75(3), Juli 2008, S. 957–984, JSTOR:20185061.
- mit Andrzej Skrzypacz: Impossibility of Collusion under Imperfect Monitoring with Flexible Production. In: The American Economic Review 97(5), Dezember 2007, S. 1794–1823, doi:10.1257/aer.97.5.1794.
- Games with Imperfectly Observable Actions in Continuous Time. In: Econometrica 75(5), September 2007, S. 1285–1329, doi:10.1111/j.1468-0262.2007.00795.x.
- mit Peter M. DeMarzo: Optimal Security Design and Dynamic Capital Structure in a Continuous-Time Agency Model. In: The Journal of Finance 61(6), Dezember 2006, S. 2681–2724, doi:10.1111/j.1540-6261.2006.01002.x.